# Synchaeta squamadigitata
Synchaeta squamadigitata är en hjuldjursart som beskrevs av De Smet 2006. Synchaeta squamadigitata ingår i släktet Synchaeta och familjen Synchaetidae. Inga underarter finns listade i Catalogue of Life.